# تنها در خانه ۳
تنها در خانه ۳ (به انگلیسی: Home Alone 3) فیلمی کمدی خانوادگی آمریکایی محصول سال ۱۹۹۷ به کارگردانی راجا گاسنل در اولین کارگردانی خود و نویسندگی و تهیه‌کنندگی جان هیوز است. الکس لینز و هویلند موریس در این فیلم ایفای نقش کرده‌اند. این فیلم دنباله‌ای مستقل برای تنها در خانه ۲: گمشده در نیویورک (۱۹۹۲) است، داستان آن درباره الکس پرویت است که از خانه‌اش در برابر گروه خطرناکی از جنایتکاران بین‌المللی که برای یک سازمان تروریستی کار می‌کنند، دفاع می‌کند. این سومین فیلم از مجموعه فیلم‌های تنها در خانه است و تنها فیلمی است که در طول کریسمس ساخته نشده است، و اولین فیلمی است که بازیگر مکالی کالکین، کارگردان کریس کلمبوس و آهنگساز جان ویلیامز در آن حضور نداشته‌اند؛ گاسنل قبلاً به عنوان تدوین‌گر دو فیلم اول تنها در خانه خدمت کرده بود. همچنین آخرین فیلم است که اکران سینمایی در فرنچایز تنها در خانه را دریافت می‌کند.
این فیلم نقدهای متفاوت تا منفی دریافت کرد و منتقدان عملکرد لینز را ستودند اما از انحراف فیلم از قسمت‌های قبلی از جمله مضامین و بازیگران آن انتقاد کردند. تنها در خانه ۳ در سال ۲۰۰۲ دنباله‌ای ساخته شده برای تلویزیون به نام تنها در خانه ۴: پس گرفتن خانه را دنبال کرد.

## داستان
پیتر بوپره، آلیس ریبنز، برتون جرنیگان و ارل اونگر چهار مجرم بین‌المللی تحت تعقیب هستند که برای یک سازمان تروریستی مستقر در هنگ کنگ مرتبط با کره شمالی کار می‌کنند. آنها در سیلیکون‌ولی، کالیفرنیا، یک میکروچیپ مخفی‌کننده موشک به ارزش ۱۰ میلیون دلار را سرقت کرده و آن را داخل یک ماشین کنترل از راه دور مخفی می‌کنند تا از امنیت فرودگاه بین‌المللی سان‌فرانسیسکو عبور کنند. با این حال، یک اشتباه در چمدان‌ها باعث می‌شود که مسافری سالمند به نام خانم هس که به شیکاگو می‌رود، به طور تصادفی کیف مجرمان حاوی ماشین را بردارد. مجرمان به شیکاگو می‌رسند و به طور سیستماتیک هر خانه‌ای در محله حومه شهر هس را برای یافتن تراشه جستجو می‌کنند. 
الکس پراویت هشت ساله، ماشین اسباب‌بازی را به عنوان پاداش برای برفروبی حیاط او از هس دریافت می‌کند. او به خانه باز می‌گردد و متوجه می‌شود که به آبله‌مرغان مبتلا شده است و باید از مدرسه دور بماند. روز بعد، الکس در حال جاسوسی از همسایگان خود، مجرمان را کشف می‌کند و پلیس را درگیر می‌کند، اما آنها نمی‌توانند کمک کنند. الکس یک دوربین به ماشین وصل می‌کند و از آن برای جاسوسی بر روی آنها استفاده می‌کند که منجر به تعقیب ماشین توسط مجرمان می‌شود. الکس با تعجب از اینکه آنها چه می‌خواهند با ماشین اسباب‌بازی انجام دهند، آن را باز می‌کند و تراشه سرقت شده را کشف می‌کند. او در مورد این کشف با مرکز استخدام نیروی هوایی ایالات متحده تماس می‌گیرد و از آنها می‌پرسد که آیا می‌توانند اطلاعات مربوط به تراشه را به مقامات مربوطه ارسال کنند. 
مجرمان متوجه می‌شوند که الکس آنها را تماشا کرده است و تصمیم می‌گیرند به خانه پراویت حمله کنند. الکس با کمک موش خانگی‌اش دوریس و طوطی پر سر و صدای برادرش استن، خانه را با تله‌های انفجاری مسلح می‌کند. مجرمان وارد می‌شوند و از تله‌ها آسیب‌های مختلفی می‌بینند. در حالی که چهار نفر الکس را در اطراف خانه تعقیب می‌کنند، او فرار می‌کند و هس را نجات می‌دهد که توسط ریبنز به یک صندلی در گاراژش چسبانده شده است. بوپره کمین الکس می‌کند، اما او از یک تفنگ حبابی شبیه به یک گلوک برای ترساندن او استفاده می‌کند. 
ماموران اف‌بی‌آی و پلیس بعداً می‌رسند و ریبنز، جرنیگان و اونگر را پس از دریافت سرنخی از مرکز استخدام دستگیر می‌کنند. با این حال، بوپره در یک قلعه برفی دست‌ساز در حیاط مخفی می‌شود. طوطی استن او را کشف می‌کند و تهدید می‌کند که آتش‌بازی را روشن می‌کند، که در اطراف داخل چیده شده است. بوپره در ازای سکوت یک کراکر پیشنهاد می‌دهد، اما طوطی دو تا می‌خواهد. از آنجایی که بوپره فقط یکی دارد، طوطی آتش‌بازی را روشن می‌کند و مقامات را از مکان بوپره مطلع می‌کند. 
آن شب، پراویت‌ها، خانم هس و مقامات برای الکس جشن می‌گیرند در حالی که خانه پراویت در حال تعمیر است و پدر الکس، جک، از یک سفر تجاری به خانه باز می‌گردد. در اداره پلیس، نشان داده می‌شود که مجرمان در طول عکس‌های خود به آبله‌مرغان الکس مبتلا شده‌اند. 

## بازیگران
- ‌الکس پرویت، پسری هشت ساله.
- الک کروپا در نقش پیتر بیپوره، رهبر جنایتکاران بین‌المللی.
- هویلند موریس در نقش کارن پرویت، مادر الکس.
- دیوید تورنتون در نقش ارل آنگر، یکی از اعضای جنایتکاران * بین‌المللی.
- اسکارلت جوهانسون در نقش مالی پرویت، خواهر بزرگتر الکس.
- لنی فون دولن در نقش برتون جرنیگان، یکی از اعضای جنایتکاران بین‌المللی.
- ماریان سلدس در نقش خانم هس، همسایه مسن خانواده پرویت.
- ریا کایهلستد در نقش آلیس ریبونز، تنها عضو زن جنایتکاران یین‌المللی.
- کوین کیلنر در نقش جک پرویت، پدر الکس.
- ست اسمیت در نقش استن پرویت، برادر بزرگتر الکس.
- باکستر هریس در نقش کاپیتان پلیس جکسون.
- کریستوفر کاری در نقش مامور اف‌بی‌آی استاکی، یک مامور اف‌بی‌آی که هفت سال پس از بیپوره مامور بوده است.
- جیمز سایتو در نقش رئیس اوباش، رهبر واحد سازمان تروریستی که گروه بوپره به او پاسخ می‌دهد.
- پت هیلی در مامور اف‌بی‌آی ویژه راجرز، یک مامور اف‌بی‌آی که در کنار استاکی کار می‌کند.
- نیل فلین، نیک جانتز، تونی موکوس جونیور و جیمز چیزم در نقش افسران پلیس
- فریمن کافی در نقش افسر استخدام یواس‌ای‌اف
- آدریان دانکن در نقش خدمه پرواز
- جنیفر دیلی در نقش عکاس پلیس
- دارن تی. کناوس صداپیشه طوطی، یک طوطی سخنگو که متعلق به استن است.

## تولید
تنها در خانه ۳ همزمان با تنها در خانه ۲: گمشده در نیویورک مطرح شد و قرار بود هر دو فیلم همزمان تولید شوند؛ با این حال، این برنامه‌ها عملی نشد. ایده فیلم سوم تنها در خانه در اواسط دهه ۱۹۹۰ احیا شد. نسخه‌های اولیه خواستار بازگشت مکالی کالکین به نقش کوین مک‌کالیستر به عنوان یک نوجوان بودند. با این حال، تا سال ۱۹۹۴، کالکین از بازیگری فاصله گرفته بود. در نتیجه، این ایده بازسازی شد و بر روی گروه جدیدی از شخصیت‌ها متمرکز شد.
این فیلم در شیکاگو و اوانستون، ایلینوی فیلم‌برداری شد، با صحنه‌های فرودگاه در ابتدای فیلم که در دو سالن مختلف فرودگاه بین‌المللی اوهر فیلمبرداری شد.
فیلمبرداری اصلی در ۲ دسامبر ۱۹۹۶ آغاز شد و در ۲۲ نوامبر ۱۹۹۷ به پایان رسید.
فاکس فمیلی فیلمز بخشی از فاکس قرن بیستم بود که مسئول تولید فیلم بود.

## انتشار

### رسانه خانگی
تنها در خانه ۳ در تاریخ ۲ ژوئن ۱۹۹۸ بر روی وی‌اچ‌اس و لیزردیسک و در ۳ نوامبر ۱۹۹۸ بر روی دی‌وی‌دی منتشر شد که بعداً در دسامبر ۲۰۰۷ (و به عنوان بخشی از چند بسته تنها در خانه، در سال‌های ۲۰۰۶ و ۲۰۰۸) بازپخش شد. در حالی که دی‌وی‌دی فیلم را در قالب صفحه گسترده اصلی خود (۱:۸۵:۱) ارائه می‌کند، اما در یک فرمت غیر آنامورفیک ۴:۳ مات ارائه می‌شود.

## پذیرایی

### باکس آفیس
این فیلم ۷۹٫۰۸۲٫۵۱۵ دلار در سراسر جهان فروخت.

### پاسخ انتقادی
در راتن تومیتوز، تنها در خانه ۳ دارای رتبه تأیید ۳۵٪ بر اساس ۲۶ بررسی، با میانگین امتیاز ۴٫۶/۱۰ است. اجماع انتقادی سایت می‌خواند: «کاریزمای زودرس مکالی کالکین در این دنباله توخالی بسیار از دست رفته است، که در کمدی گسترده دو برابر شده است در حالی که فاقد تمام ویژگی‌هایی است که نسخه اصلی را به یک کلاسیک تبدیل کرد.» مخاطبان مورد بررسی توسط سینماسکور به فیلم میانگین نمره "B+" در مقیاس A+ تا F دادند.
راجر ایبرت از شیکاگو سان-تایمز به فیلم ۳ ستاره از ۴ ستاره داد و گفت که آن را «تازه، بسیار خنده دار و بهتر از دو مورد اول» یافت.

### تمجیدها
این فیبم نامزد دریافت تمشک طلایی برای بدترین بازسازی یا دنباله که در مقابل سرعت ۲: کنترل سفر دریایی شکست خورد.

## رمان‌نویسی
رمانی بر اساس فیلمنامه توسط تاد استراسر نوشته شد و توسط اسکلاستیک در سال ۱۹۹۷ همزمان با فیلم منتشر شد. شابک ‎۰−۵۹۰−۹۵۷۱۲−۰